# Dongnyang-myeon
Dongnyang-myeon (koreanska: 동량면) är en socken i den centrala delen av Sydkorea, 110 km sydost om huvudstaden Seoul. Den ligger i kommunen Chungju i provinsen Norra Chungcheong.